# العلاقات الصومالية الباهاماسية
العلاقات الصومالية الباهاماسية هي العلاقات الثنائية التي تجمع بين الصومال وباهاماس.

## مقارنة بين البلدين
هذه مقارنة عامة ومرجعية للدولتين:
| وجه المقارنة                                              | الصومال                        | باهاماس      |
| --------------------------------------------------------- | ------------------------------ | ------------ |
| المساحة (كم2)                                             | 637.66 ألف                     | 13.88 ألف    |
| عدد السكان (نسمة)                                         | 14.74 مليون                    | 395.36 ألف   |
| الكثافة السكانية (ن./كم²)                                 | 23.12                          | 28.48        |
| العاصمة                                                   | مقديشو                         | ناساو        |
| اللغة الرسمية                                             | اللغة الصومالية، اللغة العربية | لغة إنجليزية |
| العملة                                                    | شلن صومالي                     | دولار بهامي  |
| الناتج المحلي الإجمالي (بليون دولار)                      | 7.37 مليار                     | 12.16 مليار  |
| الناتج المحلي الإجمالي (تعادل القوة الشرائية) بليون دولار |                                | 8.92 مليار   |
| الناتج المحلي الإجمالي الاسمي للفرد دولار أمريكي          | 549                            | 22.82 ألف    |
| الناتج المحلي الإجمالي للفرد دولار أمريكي                 |                                |              |
| مؤشر التنمية البشرية                                      |                                | 0.790        |
| رمز المكالمات الدولي                                      | +252                           | +1242        |
| رمز الإنترنت                                              | .so                            | .bs          |
| المنطقة الزمنية                                           | ت ع م+03:00                    | 00           |

## منظمات دولية مشتركة
يشترك البلدان في عضوية مجموعة من المنظمات الدولية، منها:
| علم المنظمة | اسم المنظمة                                 | تاريخ انضمام الصومال | تاريخ انضمام باهاماس |
| ----------- | ------------------------------------------- | -------------------- | -------------------- |
|             | مؤسسة التنمية الدولية                       | 31 أغسطس 1962        | 23 يونيو 2008        |
|             | يونسكو                                      | 15 نوفمبر 1960       | 23 أبريل 1981        |
|             | الأمم المتحدة                               | 20 سبتمبر 1960       | 18 سبتمبر 1973       |
|             | مجموعة دول أفريقيا والكاريبي والمحيط الهادئ | ?                    | ?                    |
|             | الفريق المعني برصد الأرض                    | ?                    | ?                    |
|             | الاتحاد البريدي العالمي                     | ?                    | ?                    |
|             | البنك الدولي للإنشاء والتعمير               | 31 أغسطس 1962        | 21 أغسطس 1973        |
|             | الاتحاد الدولي للاتصالات                    | 28 سبتمبر 1962       | 19 أغسطس 1974        |
|             | منظمة حظر الأسلحة الكيميائية                | ?                    | ?                    |
|             | مؤسسة التمويل الدولية                       | 31 أغسطس 1962        | 8 ديسمبر 1986        |
|             | المركز الدولي لتسوية المنازعات الاستشارية   | 30 مارس 1968         | 18 نوفمبر 1995       |
|             | منظمة الشرطة الجنائية الدولية               | ?                    | ?                    |

## وصلات خارجية
- موقع وزارة الخارجية الصومالية